# (6110) Kazak
(6110) Kazak es un asteroide perteneciente al cinturón de asteroides, región del sistema solar que se encuentra entre las órbitas de Marte y Júpiter, descubierto el 4 de julio de 1978 por Liudmila Chernyj desde el Observatorio Astrofísico de Crimea (República de Crimea).

## Designación y nombre
Designado provisionalmente como 1978 NQ1. Fue nombrado Kazak en homenaje a Yurij Ivanovich Kazak, cirujano del hospital del distrito de Bakhchisaraj, trató a muchos miembros del personal del Observatorio Astrofísico de Crimea. Un médico hábil y amable, siempre está listo para ayudar a las personas.

## Características orbitales
Kazak está situado a una distancia media del Sol de 2,169 ua, pudiendo alejarse hasta 2,659 ua y acercarse hasta 1,680 ua. Su excentricidad es 0,225 y la inclinación orbital 3,946 grados. Emplea 1167,45 días en completar una órbita alrededor del Sol.

## Características físicas
La magnitud absoluta de Kazak es 14,1. Tiene 3,291 km de diámetro y su albedo se estima en 0,39. 